# Cartea Roșie a Republicii Moldova

Cartea Roșie a Republicii Moldova cuprinde specii de organisme pe cale de dispariție. Prima a fost publicată în 1978 și cuprindea 26 de specii de plante și 29 de specii de animale periclitate și critic periclitate.

## Ediția a II-a
În ediția a doua a „Cărții Roșii a Republicii Moldova”  din 2001 au fost incluse 126 de specii de plante și ciuperci, 116 specii de animale pe cale de dispariție:
Plante:
- - 100 specii de angiosperme
  - 100 specie de gimnosperme,
  - 100 specii de pteridofite,
  - 100 specii de briofite,

Ciuperci:
- - 100 specii de lichenofite,
  - 100 specii de micofite;

Animale:
- - 100 specii de mamifere,
  - 100 specii de păsări,
  - 100 specii de reptile,
  - 100 specie de amfibieni,
  - 100 specii de pești,
  - 100 specie de ciclostomate,
  - 100 specii de insecte,
  - 100 specie de crustacee,
  - 100 specii de moluște.

## Fungi

### Basidiomicete
| Denumirea în română          | Denumirea în latină                                                            | Semnalare                                           | Statut | Imagine |
| ---------------------------- | ------------------------------------------------------------------------------ | --------------------------------------------------- | ------ | ------- |
| Familia Amanitaceae          |                                                                                |                                                     |        |         |
| Amanită de muscă, muscariță  | Amanita muscaria (L.) Lam. (1783)                                              | lângă s. Lupa-Recea, Strășeni                       | VU     |         |
| Amanită solitară             | Amanita echinocephala sin. Amanita solitaria (Vittad.) Quél. (1872)            | centrul țării                                       | VU     |         |
| Familia Boletaceae           |                                                                                |                                                     |        |         |
| Hrib pucios                  | Boletus aereus Bull. (1789)                                                    | lângă s. Codreanca, Strășeni                        | VU     |         |
| Filopor roz-galben           | Phylloporus pelletieri (Phylloporus rhodoxanthus) (Lév.) Quél. (1888))         | Rezervația științifică Codru                        | VU     |         |
| Familia Clavariaceae         |                                                                                |                                                     |        |         |
| Măciulia piticilor, pilugele | Clavariadelphus pistillaris (L.) Donk (1933)                                   | Rezervația științifică Codru                        | VU     |         |
| Familia Falaceae             |                                                                                |                                                     |        |         |
| Puța câinelui                | Mutinus caninus (Huds.) Fr. (1849)                                             | lângă s. Bolțun, Nisporeni                          | EN     |         |
| Familia Hygrophoraceae       |                                                                                |                                                     |        |         |
| Higrofor mezotrefu           | Hygrophorus mesotephrus Berk. & Broome (1838)                                  | Rezervația științifică Codru și s. Lucășeuca, Orhei | EN     |         |
| Familia Morselaceae          |                                                                                |                                                     |        |         |
| Zbârciog de stepă            | Morchella steppicola Zerova (1941)                                             | Grădina Botanică a Aacademiei de Științe a Moldovei | VU     |         |
| Familia Strophariaceae       |                                                                                |                                                     |        |         |
| Hifolomă traustă             | Leratiomyces squamosus sin. Hypholoma thrausta (Pers.) Bridge & Spooner (2008) | lângă s. Seliște, Nisporeni                         | EN     |         |

### Licheni
| Denumirea în română       | Denumirea în latină                          | Semnalare                                    | Statut | Imagine |
| ------------------------- | -------------------------------------------- | -------------------------------------------- | ------ | ------- |
| Familia Cladoniaceae      |                                              |                                              |        |         |
| Cladonie penicorniformă   | Cladonia rangiformis Hoffm.                  | raioanele Cimișlia, Cahul                    |        |         |
| Familia Hipogmniceae      |                                              |                                              |        |         |
| Pseudevernie decorticoasă | Pseudevernia furfuracea (L.) Zopf            | nordul și centrul țării                      |        |         |
| Familia Parmaliaceae      |                                              |                                              |        |         |
| Cetrelie cetraroidă       | Cetrelia cetrarioides (Del. et Duby) C. Culb | raionul Briceni                              |        |         |
| Platismatie albăstruie    | Platismatia glauca (L.) C.Culb et W. Culb    | raionul Briceni                              |        |         |
| Xantoparmelie vagabondă   | Xanthoparmelia vagans (Nyl.) Hale            | raionul Cimișlia                             |        |         |
| Familia Peltigeraceae     |                                              |                                              |        |         |
| Peltigeră canină          | Peltigera canina (L.) Willd.                 | raioanele Strășeni, Dondușeni, mun. Chișinău |        |         |
| Peltigeră polidacticlă    | Peltigera polydactyla (Neck.) Hoffm.         | raionul Briceni                              |        |         |
| Peltigera roșcată         | Peltigera rufescens (Weis.) Humb.            | raionul Briceni                              |        |         |
| Familia Ramalinaceae      |                                              |                                              |        |         |
| Ramalină farinoză         | Ramalina farinacea (L.) Ach.                 | raioanele Orhei, Strășeni, Hâncești, Cahul,  |        |         |
| Ramalină fastigiată       | Ramalina fastigiata Ach.                     | raionul Nisporeni                            |        |         |
| Ramalină de frasin        | Ramalina fraxinea (L.)Ach.                   | centrul și sudul țării                       |        |         |
| Ramalină polinară         | Ramalina pollinaria (Ach.)                   | raioanele Edineț, Strășeni, Hâncești         |        |         |
| Familia Usneacea          |                                              |                                              |        |         |
| Usnee rigidă              | Usnea hirta (L.) Wigg.                       | fragmentar pe tot cuprinsul țării            |        |         |
| Familia Verucariceae      |                                              |                                              |        |         |
| Dermatocarpon roșu opac   | Dermatocarpon miniatum (L.) Mann.            | raioanele Edineț, Florești                   |        |         |
| Endopireniu hepatic       | Endopyrenium hepaticum (L.) Koerb            | Raioanele Cimișlia, Cahul                    |        |         |
| Endopireniu roșcat        | Endopyrenium rufescens (Ach.) Koerb          | raioanele Florești, Orhei                    |        |         |

## Plante

### Briofite
| Denumirea în română     | Denumirea în latină                      | Semnalare | Statut | Imagine |
| ----------------------- | ---------------------------------------- | --------- | ------ | ------- |
| Familia Brachiteciaceae |                                          |           |        |         |
| Caliergonelă cuspidată  | Calliergonella cuspidata (Hedw.) Loeske  |           | VU     |         |
| Cirifil pilifer         | Cirriphyllum piliferum (Hedw) Grout      |           | VU     |         |
| Familia Climaciaceae    |                                          |           |        |         |
| Climaciu dendroideu     | Climacium dendroides (Íådw.) Web.et Mohr |           | EN     |         |
| Familia Diacranaceae    |                                          |           |        |         |
| Dicran poliset          | Dicranum polysetum Sm.                   |           | VU     |         |
| Dicran paniculiform     | Dicranum scoparium Hedw.                 |           | VU     |         |
| Familia Entodontaceae   |                                          |           |        |         |
| Pleuroziu schreber      | Pleurozium schreberi (Brig.) Lindl       |           | EN     |         |
| Familia Hylcomiaceae    |                                          |           |        |         |
| Hilocomiu splendit      | Hylocomium splendens B.S.G.              |           | EN     |         |
| Familia Neckeraceae     |                                          |           |        |         |
| Homalie trihomanoidă    | Homalia trichomanoides B.S.G.            |           | VU     |         |
| Necheră penată          | Neckera pennata Hedw.                    |           | EN     |         |
| Familia Rhytidiaceae    |                                          |           |        |         |
| Ritidiadelf trimuchiat  | Rhytidiadelphus triquetrus (Hedw.)       |           | EN     |         |

### Pteridofite
| Denumirea în română      | Denumirea în latină                                            | Semnalare | Statut | Imagine |
| ------------------------ | -------------------------------------------------------------- | --------- | ------ | ------- |
| Familia Apleniaceae      |                                                                |           |        |         |
| Năvalnic                 | Phyllitis scolopendrium (s. Asplenium scolopendrium)(L.) Newm. |           | EN     |         |
| Familia Athyriaceae      |                                                                |           |        |         |
| Spinarea lupului         | Athyrium filix-femina                                          |           | VU     |         |
| Gymnocarpiu ferigoideu   | Gymnocarpium dryopteris (L.) Newm.                             |           | CR     |         |
| Gymnocarpiu Robert       | Gymnocarpium robertianum (Hoffm.) Newm.                        |           | CR     |         |
| Familia Dryopteridaceae  |                                                                |           |        |         |
| Fergiă cartuziană        | Dryopteris carthusiana (Vill) H.P. Fuchs                       |           | EN     |         |
| Creasta cocoșului        | Polystichum aculeatum (L.) Roth                                |           | EN     |         |
| Familia Ophiglossaceae   |                                                                |           |        |         |
| Limba șarpelui           | Ophioglossum vulgatum L.                                       |           | EN     |         |
| Familia Salvianaceae     |                                                                |           |        |         |
| Pestișoară               | Salvinia natans (L.) All                                       |           | EN     |         |
| Familia Thelypteridaceae |                                                                |           |        |         |
| Ferigă palustră          | Thelypteris palustris Schott.                                  |           | EN     |         |

### Gimnosperme
| Denumirea în română     | Denumirea în latină  | Semnalare                        | Statut | Imagine |
| ----------------------- | -------------------- | -------------------------------- | ------ | ------- |
| Familia Brachiteciaceae |                      |                                  |        |         |
| Cârcel                  | Ephedra distachya L. | Transnistria și sudul republicii | VU     |         |

### Angiosperme
| Denumirea în română      | Denumirea în latină                                      | Semnalare | Statut | Imagine            |
| ------------------------ | -------------------------------------------------------- | --------- | ------ | ------------------ |
| Clasa Magnoliopsida      |                                                          |           |        |                    |
| Familia Asteraceae       |                                                          |           |        |                    |
| Albăstrea Angelescu      | Centaurea angelescui Grint.                              |           | (CR)   |                    |
| Albăstrea Thirke         | Centaurea thirkei Sch. Bip.                              |           | CR     |                    |
| Iarba ciutei             | Doronicum hungaricum Reichend. Fil.                      |           | VU     |                    |
| Iurinee levandifolie     | Jurinea stoechadifolia (Bieb.)DC.                        |           | VU     |                    |
| Stevie turcească         | Rhaponticum serratuloides (Georgi) Bobr.                 |           | CR     |                    |
| Familia Berberidaceae    |                                                          |           |        |                    |
| Gimnospermium de odesa   | Gymnospermium odessanum (DC) Takht.                      |           | CR     |                    |
| Familia Betulaceae       |                                                          |           |        |                    |
| Arin negru               | Alnus glutinosa (L.) Gaertn.                             |           | EN     |                    |
| Arin alb                 | Alnus incana (L.) Moench                                 |           | CR     |                    |
| Cărpiniță                | Carpinus orientalis Mill.                                |           | EN     |                    |
| Familia Boraginoceae     |                                                          |           |        |                    |
| Rinderă umbelată         | Rindera umbellata Waldst. et Kit.) Bunge                 |           | CR     |                    |
| Familia Brassicaceae     |                                                          |           |        |                    |
| Hodolean tătăresc        | Crambe tataria Sebeok.                                   |           | EN     |                    |
| Colțișor glandulos       | Dentaria glandulosa Waldst.et Kit.                       |           | VU     |                    |
| Colțișor pentafoliat     | Dentaria quinquefolia Bieb.                              |           | (EN)   |                    |
| Pana zburătorului        | Lunaria annua L.                                         |           | (VU)   |                    |
| Lopățea                  | Lunaria rediviva L.                                      |           | (EN)   |                    |
| Șeverechie podoliană     | Schivereckia podolica (Bess.) Andx.ex DC.                |           | (VU)   |                    |
| Familia Caryophyllaceae  |                                                          |           |        |                    |
| Studeniță capitată       | Eremogone cephalotes (Bieb.) Fenzl                       |           | (CR)   |                    |
| Studeniță rigidă         | Eremogone rigida (Bieb.) Fenzl                           |           | (VU)   |                    |
| Paronihie capitată       | Paronychia cephalotes (Bieb.) Bess.                      |           | (EN)   |                    |
| Ipcăride glomerată       | Gypsophila glomerata Pall. ex Adams                      |           | (CR)   |                    |
| Familia Celastraceae     |                                                          |           |        |                    |
| Vonicer pitic            | Euonymus nana Bieb.                                      |           | (VU)   |                    |
| Familia Cistaceae        |                                                          |           |        |                    |
| Iarba osului             | Helianthemum canum (L.) Hornem                           |           | (EN)   |                    |
| Familia Convolvulaceae   |                                                          |           |        |                    |
| Volbură cantabrică       | Convolvulus cantabrica L.                                |           | (EN)   |                    |
| Volbură lineată          | Convolvulus lineatus L.                                  |           | (VU)   |                    |
| Familia Crassulaceae     |                                                          |           |        |                    |
| Urechelniță              | Sempervivum ruthenicum Schnittsp.                        |           | (VU)   |                    |
| Familia Fabaceae         |                                                          |           |        |                    |
| Zăvăcustă                | Astragalus dasyanthus Pall.                              |           | (VU)   |                    |
| Coșaci pubiflori         | Astragalus pubiflorus DC.                                |           | (VU)   |                    |
| Coroniște elegantă       | Coronilla elegans, azi Segurigera elegans (Panc.) Lassen |           | (VU)   |                    |
| Drobișor tetramuchiat    | Genista tetragona Bess.                                  |           | (EN)   | [[Fișier:\|100px]] |
| Grozamă                  | Genistella sagittalis (L.) Gams.                         |           | (CR)   |                    |
| Trifoi panonian          | Trifolium pannonicum Jacq.                               |           | (CR)   |                    |
| Familia Lamiaceae        |                                                          |           |        |                    |
| Dumbravnic               | Melittis sarmatica Klok                                  |           | CR     |                    |
| Mirgău pitulat           | Scutellaria supina L.                                    |           | (CR)   |                    |
| Familia Monotropaceae    |                                                          |           |        |                    |
| Sugătoare                | Hypopitys monotropa Crantz                               |           | (CR)   | [[Fișier:\|100px]] |
| Familia Nymphaeaceae     |                                                          |           |        |                    |
| Nufăr alb                | Nymphaea alba L.                                         |           | (EN)   | [[Fișier:\|100px]] |
| Familia Peoniaceae       |                                                          |           |        |                    |
| Bujor de pădure          | Paeonia peregrina Mill.                                  |           | (CR)   | [[Fișier:\|100px]] |
| Familia Rhamnaceae       |                                                          |           |        |                    |
| Verigarul                | Rhamnus tinctoria Waldst et Kit.                         |           | (VU)   | [[Fișier:\|100px]] |
| Familia Ranunculaceae    |                                                          |           |        |                    |
| Nemțișor fisurat         | Delphinium fissum Walds.åt Kit.                          |           | (CR)   | [[Fișier:\|100px]] |
| Popâlnic                 | Hepatica nobilis Mill.                                   |           | (VU)   | [[Fișier:\|100px]] |
| Dedițel mare             | Pulsatilla grandis Wend.                                 |           | (VU)   | [[Fișier:\|100px]] |
| Familia Rosaceae         |                                                          |           |        |                    |
| Păducel pentagin         | Crataegus pentagyna Waldst. et Kit                       |           | (CR)   | [[Fișier:\|100px]] |
| Mălin comun              | Padus avium Mill.                                        |           | (EN)   | [[Fișier:\|100px]] |
| Sorb domestic            | Pyrus elaeagnifolia Pall.                                |           | (EN)   | [[Fișier:\|100px]] |
| Scoruș                   | Sorbus domestica L.                                      |           | (EN)   | [[Fișier:\|100px]] |
| Familia Rutaceae         |                                                          |           |        |                    |
| Frăsinel gimnostil       | Dictamnus gymnostylis Stev.                              |           | (EN)   | [[Fișier:\|100px]] |
| Familia Scrophulariaceae |                                                          |           |        |                    |
| Degetar lânos            | Digitalis lanata Ehrh                                    |           | (CR)   | [[Fișier:\|100px]] |
| Familia Solonaceae       |                                                          |           |        |                    |
| Mutulică                 | Scopolia carniolica Jacq.                                |           | (CR)   |                    |
| Familia Thymelaeaceae    |                                                          |           |        |                    |
| Tilichină                | Daphne mezereum L.                                       |           | (CR)   |                    |
| Familia Trapaceae        |                                                          |           |        |                    |
| Cornaci                  | Trapa natans L.                                          |           | (CR)   |                    |
| Familia Vitaceae         |                                                          |           |        |                    |
| Viță de pădure           | Vitis sylvestris C.C.Gmel                                |           | (EN)   |                    |
| Clasa Liliopsida         |                                                          |           |        |                    |
| Familia Alliaceae        |                                                          |           |        |                    |
| Ceapă bulgărească        | Nectaroscordum bulgaricum Janka                          |           | (EN)   |                    |
| Familia Amaryllidaceae   |                                                          |           |        |                    |
| Ghiocel Elvez            | Galanthus elwesii Hook.fil.                              |           | (CR)   | [[Fișier:\|100px]] |
| Ghiocel nival            | Galanthus nivalis L.                                     |           | (VU)   | [[Fișier:\|100px]] |
| Ghiocel plicat           | Galanthus plicatus L.                                    |           |        | [[Fișier:\|100px]] |
| Ghiocel de toamnă        | Sternbergia colchiflora Waldst. et Kit                   |           |        | [[Fișier:\|100px]] |
| Familia Cyperaceae       |                                                          |           |        |                    |
| Bumbăcăriță latifolie    | Eriophorum latifolium Hoppe                              |           | (EN)   | [[Fișier:\|100px]] |
| Familia Convallariaceae  |                                                          |           |        |                    |
| Lăcrămiță bifolie        | Maianthemum bifolium (L.) F.W. Schmidt.                  |           | (CR)   | [[Fișier:\|100px]] |
| Familia Hyacinthaceae    |                                                          |           |        |                    |
| Belevalie sarmațiană     | Bellevalia sarmatica (Georgi) Woronov                    |           | (CR)   | [[Fișier:\|100px]] |
| Lușcă ambigua            | Ornithogalum amphibolum Zahar                            |           | (EN)   | [[Fișier:\|100px]] |
| Lușcă de munte           | Ornithogalum oreoides Zahar.                             |           | (EN)   | [[Fișier:\|100px]] |
| Familia Iridaceae        |                                                          |           |        |                    |
| Săbiuță imbricată        | Gladiolus imbricatus L.                                  |           | (CR)   | [[Fișier:\|100px]] |
| Stânjenel pontic         | Iris pontica Zapal.                                      |           | (EN)   | [[Fișier:\|100px]] |
| Familia Liliaceae        |                                                          |           |        |                    |
| Lalea pestriță           | Fritillaria meleagroides Patrin ex Schlt.                |           | (VU)   | [[Fișier:\|100px]] |
| Familia Melanthiaceae    |                                                          |           |        |                    |
| Bulbocodiu diversicolor  | Bulbocodium versicolor Spreng.                           |           | (EN)   | [[Fișier:\|100px]] |
| Brăndușă Fomin           | Colhicum fominii Bordz.                                  |           | (EN)   | [[Fișier:\|100px]] |
| Brăndușă trifilă         | Colchicum triphyllum G.Kunze                             |           | (EN)   | [[Fișier:\|100px]] |
| Familia Orchidaceae      |                                                          |           |        |                    |
| Căpșuniță grandifloră    | Cephalanthera damasoniun (Mill.) Druce.                  |           | (VU)   | [[Fișier:\|100px]] |
| Căpșuniță longifolie     | Cephalanthera longifolia (L.) Fritsch                    |           | (VU)   | [[Fișier:\|100px]] |
| Căpșuniță roșie          | Cephalanthera rubra (L.) Rich                            |           | (CR)   | [[Fișier:\|100px]] |
| Papucul – doamnei        | Cypripedium calceolus L.                                 |           | (CR)   | [[Fișier:\|100px]] |
| Dactiloriz de mai        | Dactylorhiza majalis (Reichenb.)                         |           | (CR)   | [[Fișier:\|100px]] |
| Mlăștiniță palustră      | Epipactis palustris (L)Crantz                            |           | (EN)   |                    |
| Mlăștiniță purpurie      | Epipactis purpurata Smith                                |           | (VU)   |                    |
| Ghiocel bogat            | Leucojum aestivum L.                                     |           | (EN)   |                    |
| Untul vacii              | Orchis morio L.                                          |           | (CR)   |                    |
| Poroinic palustru        | Orchis palustris Jacq.                                   |           | (EN)   |                    |
| Poroinic purpuriu        | Orchis purpurea Huds.                                    |           | (EN)   |                    |
| Familia Poaceae          |                                                          |           |        |                    |
| Sadină                   | Chrysopogon gryllus (L.)Trin                             |           | (VU)   |                    |
| Kelerie moldovenească    | Koeleria moldavica M.Alex.                               |           | (EN)   |                    |
| Firuță diversicoloră     | Poa versicolor Bess.                                     |           | (VU)   |                    |
| Seslerie Heufler         | Sesleria heufleriana Schur                               |           | (CR)   |                    |

## Animale

### Moluște
| Denumirea în română     | Denumirea în latină                        | Semnalare                                               | Statut | Imagine |
| ----------------------- | ------------------------------------------ | ------------------------------------------------------- | ------ | ------- |
| Clasa Bivalvia          |                                            |                                                         |        |         |
| Ordinul Veneroida       |                                            |                                                         |        |         |
| Familia Veneridae       |                                            |                                                         |        |         |
| Hipanis neted fragil    | Hypanis laeviuscula fragillis Milachewitch | lacul refrigent Cuciurgan, cursul inferior al Nistrului | CR     |         |
| Hipanis colorat         | Hypanis colorata Eichwald                  | lacul refrigent Cuciurgan                               | EN     |         |
| Hipanis de Marea Neagră | Hypanis pontica Eichwald                   | lacul refrigent Cuciurgan, cursul inferior al Nistrului | EN     |         |

### Crustacee
| Denumirea în română    | Denumirea în latină                | Semnalare                                 | Statut | Imagine |
| ---------------------- | ---------------------------------- | ----------------------------------------- | ------ | ------- |
| Clasa Malacostraca     |                                    |                                           |        |         |
| Ordinul Mysida         |                                    |                                           |        |         |
| Familia Mysidae        |                                    |                                           |        |         |
| Paramisis ber bispinos | Paramysis baeri bispinosa Martynov | cursul inferior al Nistrului, lacul Cahul | EN     |         |

### Insecte
| Denumirea în română    | Denumirea în latină                                         | Semnalare                                                                                  | Statut | Imagine |
| ---------------------- | ----------------------------------------------------------- | ------------------------------------------------------------------------------------------ | ------ | ------- |
| Ordinul Mantodea       |                                                             |                                                                                            |        |         |
| Familia Mantidae       |                                                             |                                                                                            |        |         |
| Călugărița             | Mantis religiosa L.                                         | pe tot teritoriul țării                                                                    | EN     |         |
| Ordinul Odonata        |                                                             |                                                                                            |        |         |
| Familia Coenagrinidae  |                                                             |                                                                                            |        |         |
| Libelula mercuriu      | Coenagrion mercuriale Charpieter                            | la confluența râului Bâc și Nistru, raionul Anenii Noi                                     | CR     |         |
| Libelula lui Linden    | Coenagrion lindeni (Erythromma lindenii) Selyes             | cursul inferior al Prutului                                                                | EN     |         |
| Ordinul Orthoptera     |                                                             |                                                                                            |        |         |
| Familia Tettigoniidae  |                                                             |                                                                                            |        |         |
| Cal de stepă           | Saga pedo Pallas, 1771                                      | stepa Bugeacului, în Găgăuzia, raioanele Cahul, Cantemir, Căușeni                          | CR     |         |
| Ordinul Coleoptera     |                                                             |                                                                                            |        |         |
| Familia Carabidae      |                                                             |                                                                                            |        |         |
| Calosoma mirositoate   | Calosoma sycophanta L., 1758                                | pe tot teritoriul țării                                                                    | CR     |         |
| Carabida clatratus     | Carabus clathratus L.                                       | în centrul și sud-estul țării, r. Orhei, Căușeni, Sloboozia                                | EN     |         |
| Familia Elateridae     |                                                             |                                                                                            |        |         |
| Cerofită               | Cerophitium elateroides Latreille, 1809                     | Codrii Orheiului, imaginea nr. 16                                                          | CR     | Nr. 16  |
| Pocnitor roșcat        | Elater ferrugineus L., 1758                                 | Codrii și pădurile din lunca Nistrului, m. Chișinău, r. Strășeni, Orhei, Căușeni, Slobozia | EN     |         |
| Pocnitor ișnoides      | Isnoides sanguinicollis Panzer, 1793                        | pădurea Ivancea, r. Orhei                                                                  | CR     |         |
| Pocnitor portmidiu     | Porthmidius austriacus Schrank, 1781                        | pădurea Ivancea, r. Orhei, imaginea nr. 5                                                  | CR     | Nr. 5   |
| Familia Scarabaeidae   |                                                             |                                                                                            |        |         |
| Caraban                | Oryctes nasicornis Linnaeus, 1758                           | pe tot teritoriul țării                                                                    | EN     |         |
| Familia Lucanidae      |                                                             |                                                                                            |        |         |
| Rădașca (Vaca popii)   | Lucanus cervus L.                                           | pădurile din centrul și nordul țării                                                       | EN     |         |
| Familia Cerambycidae   |                                                             |                                                                                            |        |         |
| Croitorul stejarului   | Cerambyx cerdo L.                                           | pădurile din centrul și nordul țării                                                       | EN     |         |
| Croitorul cenușiu      | Morimus funereus Mulsant                                    | pe tot teritoriul țării                                                                    | EN     |         |
| Croitorul alpin        | Rosalia alpina                                              | pădurea Ivancea, r. Orhei                                                                  | CR     |         |
| Ordinul Hymenopetra    |                                                             |                                                                                            |        |         |
| Familia Apidae         |                                                             |                                                                                            |        |         |
| Bondar paradoxal       | Bombus paradoxus (Bombus confusus) Schenck                  | în centrul și sudul țării                                                                  | EN     |         |
| Bondar de argilă       | Bombus argillaceus Scopoli, 1763                            | în centrul și sudul țării                                                                  | EN     |         |
| Bondar de stepă        | Bombus fragrands pallas, 1763                               | raionul Cahul și Găgăuzia                                                                  | CR     |         |
| Albina valga           | Xylocopa valga Gerstaecker                                  | r. Ialoveni, Strășeni, Orhei                                                               | EN     |         |
| Familia Megachilidae   |                                                             |                                                                                            |        |         |
| Albina megahila        | Megachile rotundata Fabricius                               | pe tot teritoriul țării                                                                    | EN     |         |
| Familia Scoliidae      |                                                             |                                                                                            |        |         |
| Viespea gigant         | Scolia maculata Drury,                                      | tot teritoriul țării                                                                       | EN     |         |
| Familia Formicidae     |                                                             |                                                                                            |        |         |
| Furnica liometapum     | Liometapum microcephalum                                    | în luncile Prutului, (Rezervația Pădurea Domnească), și Nistrului, r. Căușeni              | CR     |         |
| Ordinul Diptera        |                                                             |                                                                                            |        |         |
| Familia Asilidae       |                                                             |                                                                                            |        |         |
| Musca gigant           | Satanas gigas Eversmann                                     | tot teritoriul țării                                                                       | CR     |         |
| Ordinul Neuroptera     |                                                             |                                                                                            |        |         |
| Familia Ascalaphidae   |                                                             |                                                                                            |        |         |
| Ascalaf pestriț        | Ascalaphus macaronius Scopoli                               | în sudul țării                                                                             | CR     |         |
| Ordinul Lepidoptera    |                                                             |                                                                                            |        |         |
| Familia Saturnidae     |                                                             |                                                                                            |        |         |
| Fluture aglia          | Aglia tau L.                                                | tot teritoriul țării                                                                       | EN     |         |
| Ochi de păun mic       | Eudia pavonia (Saturnia pavonia) L.                         | nordul și centrul țării                                                                    | EN     |         |
| Ochi de păun mare      | Saturnia pyri Denis & Schiffermüller, 1775                  | pe tot teritoriul țării                                                                    | EN     |         |
| Familia Sphingidae     |                                                             |                                                                                            |        |         |
| Porumbacul dolbina     | Dolbina elegans A. Bang-Haas                                | raioanele Orhei și Căușeni                                                                 | CR     |         |
| Porumbacul stejarului  | Marumba quercus Denis & Schiffermüller                      | pădurile din nordul și centrul țării                                                       | EN     |         |
| Porumbac               | Manduca antropos L.                                         | pe tot teritoriul țării                                                                    | VU     |         |
| Familia Arctiidae      |                                                             |                                                                                            |        |         |
| Arhtiida               | Callimorpha quadripunctaria (Euplagia quadripunctaria) Poda | lizierele din centrul țării                                                                | VU     |         |
| Familia Papilionidae   |                                                             |                                                                                            |        |         |
| Fluturile podaliriu    | Iphiclides podalirius L.                                    | lizierele din nordul și centrul țării                                                      | VU     |         |
| Fluturele mahaon       | Papilio machaon L.                                          | pe tot teritoriul țării                                                                    | CR     |         |
| Fluturele apolon negru | Parnassius mnemosyne L.                                     | lizierele din centrul țării                                                                | CR     |         |
| Fluturele polixena     | Zerynthia polyxena Denis & Schiffermüller                   | cursul inferior al Nistrului                                                               | CR     |         |
| Familia Lycaenidae     |                                                             |                                                                                            |        |         |
| Fluture meleag         | Polyommatus daphnis Denis & Schiffermüller                  | centrul țării, m. Chișinău                                                                 | CR     |         |
| Fluturele tomares      | Tomares nogelli Herrich-Schaffer                            | centrul și sudul țării                                                                     | CR     |         |

### Ciclostomate
| Denumirea în română        | Denumirea în latină                                    | Semnalare                                                                           | Statut | Imagine |
| -------------------------- | ------------------------------------------------------ | ----------------------------------------------------------------------------------- | ------ | ------- |
| Clasa Cephalaspidomorphi   |                                                        |                                                                                     |        |         |
| Ordinul Petromyzontiformes |                                                        |                                                                                     |        |         |
| Familia Petromyzontidae    |                                                        |                                                                                     |        |         |
| Chișcar de râu             | Eudontomyzon mariae sin. Lampetra mariae]] Berg (1831) | afluenții din cursul superior și inferior al Nistrului, cursul superior la Prutului | VU     |         |

### Pești
| Denumirea în română        | Denumirea în latină                        | Semnalare | Statut | Imagine |
| -------------------------- | ------------------------------------------ | --- | ------ | ------- |
| Ordinul Salmonoformes      |                                            | |        |         |
| Familia Salmonidae         |                                            | |        |         |
| Lostriță                   | Hucho hucho L.                             | cursul inferior al Prutului | VU     |         |
| Ordinul Esociformes        |                                            | |        |         |
| Familia Umbridae           |                                            | |        |         |
| Țigănuș                    | Umbra krameri Walbaum                      | cursurile inferioare al Nistrului și Prutlui | CR     |         |
| Ordinul Cypriniformes      |                                            | |        |         |
| Familia Cyprinidae         |                                            | |        |         |
| Vîrezub                    | Rutilus frisii Nordmann                    | fluviul Nistru | EN     |         |
| Văduvița                   | Leuciscus idus L.                          | în Nistru și Prut | VU     |         |
| Mreana de Nipru            | Barbus barbus borysthenicus L.             | în Nistru și Prut | EN     |         |
| Mreana vânătă              | Barbus meridionalis petenyi A. Risso       | în sectoarele superioare și medii ale Nistrului și Prutului                                                                                               | VU     |         |
| Beldiță comună             | Alburnoides bipunctatus Bloch, 1782        | albiile șigurile unor afluenți din sectorul de mijloc al fl. Nistru (barajul Novodnestrovsk– Soroca) și din sectorul de sus al r. Prut (Criva–Cuhnești).  | EN     |         |
| Caracudă                   | Carassius carassius L., 1758               | în lacuri, iazuri, bălți și canale de irigație situate în lunca râurilor                                                                                  | CR     |         |
| Sabiță                     | Pelecus cultratus L. 1758                  | fl. Nistru inferior și r. Prut inferior | VU     |         |
| Cernușcă                   | Petroleuciscus borysthenicus Kessler, 1859 | sectorul inferior al r. Prut și al lacurilor de acumulare Dubăsari și Cuciurgan.                                                                          | VU     |         |
| Lin                        | Tinca tinca L., 1758                       | lacul de acumulare Cuciurgan și în zonele inundabile ale r. Prut, sporadic în lacurile de acumulare Dubăsari, Chișcăreni și în unele iazuri.              | VU     |         |
| Ordinul Perciformes        |                                            | |        |         |
| Familia Percidae           |                                            | |        |         |
| Pietrar                    | Zingel zingel L.                           | în Nistru și Prut | VU     |         |
| Fusar                      | Zingel streber Siebold                     | în sectorul mediu și inferior al Prutului | VU     |         |
| Caspiosomă                 | Сaspiosoma caspium Kessler, 1877           | lacul de acumulare Cuciurgan | EN     |         |
| Cnipovicia-cu- coada-lungă | Knipowitschia longecaudata Kessler, 1877   | lacul de acumulare Cuciurgan și lacul Cahul | VU     |         |
| Răspăr                     | Gymnocephalus schraetser L., 1758          | albia r. Prut – sectorul de mijloc și de jos. | VU     |         |
| Șalău vărgat               | Sander volgensis Gmelin, 1789              | fl. Nistru, numai în cursul inferior, rar și extrem de rar în r. Prut.                                                                                    | EN     |         |
| Ordinul Scorpaeniformes    |                                            | |        |         |
| Familia Cottidae           |                                            | |        |         |
| Zglăvoacă-răsăriteană      | Cottus poecilopus Heckel, 1837             | albia și afluenții sectorului de sus al r. Prut (până la lacul de acumulare Costești–Stânca) și ai sectorului de mijloc al fl. Nistru (Naslavcea–Unguri). | VU     |         |
| Ordinul Gadiformes         |                                            | |        |         |
| Familia Lotidae            |                                            | |        |         |
| Mihalț                     | Lota lota L.                               | în Nistru și Prut | VU     |         |
| Ordinul Acipenseriformes   |                                            | |        |         |
| Familia Acipenseridae      |                                            | |        |         |
| Morun                      | Huso huso L.                               | de la barajul lacului Dubăsari până la delta Nistrului | CR     |         |
| Nisetru                    | Acipenser guldenstadti Brandt & Ratzeburg, | Nistru până la barajul Dubăsari | CR     |         |
| Păstruga                   | Acipenser stellatus Pallas                 | în Nistru și Prut | EN     |         |
| Cegă                       | Acipenser ruthenus L., 1758                | cursurile mijlociu și inferior ale fl. Nistru și r. Prut, rar în sectoarele superioare ale lacurilor de acumulare Dubăsari și Costești–Stânca.            | VU     |         |
| Ordinul Anguilliformes     |                                            | |        |         |
| Familia Anguillidae        |                                            | |        |         |
| Anghilă-europeană          | Anguilla anguilla L., 1758                 | cursul inferior al fl. Nistru și r. Prut | CR     |         |

### Amfibieni
| Denumirea în română | Denumirea în latină | Semnalare                                              | Statut | Imagine |
| ------------------- | ------------------- | ------------------------------------------------------ | ------ | ------- |
| Ordinul Anura       |                     |                                                        |        |         |
| Familia Pelobatidae |                     |                                                        |        |         |
| Broasca de câmp     | Pelobates fuscus L. | sporadică în văile Nistrului și Prutului, rar în Codri | CR     |         |

### Reptile
| Denumirea în română       | Denumirea în latină                                 | Semnalare | Statut | Imagine |
| ------------------------- | --------------------------------------------------- | --- | ------ | ------- |
| Ordinul Squamata          |                                                     | |        |         |
| Familia Lacertidae        |                                                     | |        |         |
| Șopârla multicoloră       | Eremias arguta Pallas                               | stepa Bugeacului                                                                                                 | CR     |         |
| Familia Cluboridae        |                                                     | |        |         |
| Șarpele lui Esculap       | Elaphe longissima (s. Zamenis longissimus) Laurenti | malurile stâncoase al Nistrului și Răutului, în cursul inferior al Prutului                                      | EN     |         |
| Șarpele cu patru dungi    | Elaphe quatuorlineata Lacépède                      | cursurile inferioare ale Prutului și Nistrului                                                                   | EN     |         |
| Șarpe cu abdomenul galben | Coluber jugularis L.                                | cursul inferior al Prutului, malurile stâncoase ale Nistrului și Răutului, straturile de calcar din nordul țării | EN     |         |
| Șarpe de alun             | Coronella austriaca Laurenti                        | Codrii Centrali, Codrii Tigheciului, pădurile din nordul țării                                                   | EN     |         |
| Familia Viperidae         |                                                     | |        |         |
| Vipera de stepă           | Vipera ursini Bonaparte                             | zona de stepă cu pâlcuri de arbori și arbuști                                                                    | EN     |         |
| Vipera comună             | Vipera berus L.                                     | Codri, păduri din nord și din luncile Nistrului și Prutului                                                      | EN     |         |
| Ordinul Testudina         |                                                     | |        |         |
| Familia Emididae          |                                                     | |        |         |
| Broasca țestoasă de baltă | Emys orbicularis L.                                 | văile Nistrului,Prutului, Răutului, Botnei, unele lacuri și iazuri                                               | EN     |         |

### Păsări
| Denumirea în română                     | Denumirea în latină          | Semnalare                                                                                      | Statut | Imagine |
| --------------------------------------- | ---------------------------- | ---------------------------------------------------------------------------------------------- | ------ | ------- |
| Ordinul Suliformes                      |                              |                                                                                                |        |         |
| Familia Phalacrocoracidae               |                              |                                                                                                |        |         |
| Cormoran mic                            | Phalacrocorax pygmeus Pallas | cursul inferior al Nistrului și al Prutului                                                    | CR     |         |
| Ordinul Pelecaniformes                  |                              |                                                                                                |        |         |
| Familia Ardeidae                        |                              |                                                                                                |        |         |
| Stârc galben                            | Ardeola ralloides Scopoli    | cursul inferior al Nistrului și al Prutului                                                    | CR     |         |
| Egreta mare                             | Egretta alba L.              | cursul inferior al Prutului                                                                    | CR     |         |
| Familia Pelecanidae                     |                              |                                                                                                |        |         |
| Pelican comun                           | Pelecanus onocrotalus L.     | cursul inferior al Prutului și al Nistrului                                                    | CR     |         |
| Pelican creț                            | Pelecanus crispus Bruch      | cursul inferior al Prutului și al Nistrului                                                    | CR     |         |
| Familia Threskiornithidae               |                              |                                                                                                |        |         |
| Țigănaș                                 | Plegadis falcinellus L.      | cursul inferior al Prutului și al Nistrului                                                    | CR     |         |
| Lopătar                                 | Platalea leucorodia L.       | cursul inferior al Prutului și al Nistrului                                                    | CR     |         |
| Ordinul Ciconiformes                    |                              |                                                                                                |        |         |
| Familia Ciconiidae                      |                              |                                                                                                |        |         |
| Cocostârc negru                         | Ciconia nigra L.             | pădurile din luncile Prutului (r. Glodeni, Leova), Nistrului (r. Căușeni), Codri (r. Hânceșit) | CR     |         |
| Ordinul Anseriformes                    |                              |                                                                                                |        |         |
| Familia Anatidae                        |                              |                                                                                                |        |         |
| Lebăda cucuiată                         | Cygnus olor Gmelin           | cursul inferior al Prutului și al Nistrului                                                    | VU     |         |
| Lebăda cântătoare                       | Cygnus cygnus L.             | cursul inferior al Nistrului, în timpul migrației                                              | CR     |         |
| Rață cu ochi albi                       | Aythya nyroca L.             | cursul inferior al Prutului și al Nistrului                                                    | CR     |         |
| Ordinul Accipitriformes (Falconiformes) |                              |                                                                                                |        |         |
| Familia Accipitridae                    |                              |                                                                                                |        |         |
| Viespar                                 | Pernis apivorus L.           | rar, pe tot teritoriul țării                                                                   | EN     |         |
| Gaie roșie                              | Milvus milvus L.             | pădurile din centrul țării (r. Sângerei, Telenști)                                             | CR     |         |
| Codalb                                  | Haliaeetus albicilla L.      | cursul inferior al Prutului și al Nistrului                                                    | CR     |         |
| Hoitar                                  | Neophron percnopterus L.     | nordul și centrul țării                                                                        | CR     |         |
| Șerpar                                  | Circaetus gallicus Gmelin    | pădurile din centrul țării                                                                     | CR     |         |
| Erete vânat                             | Circus cyaneus L.            | centrul și sudul țării                                                                         | CR     |         |
| Erete alb                               | Circus macrourus Gmelin      | nordul, centrul și sud-estul țării ultima oară semnalată în 1962                               |        |         |
| Erete sur                               | Circus pygargus L.           | centrul țării                                                                                  | CR     |         |
| Acvila țipătoare mică                   | Aquila pomarina Brehm        | Codri, luncile Prutului și Nistrului                                                           | CR     |         |
| Acvila țipătoare mare                   | Aquila clanga Pallas         | pădurile din centrul țării                                                                     | CR     |         |
| Acvila imperială                        | Aquila heliaca Savigny       | pădurile Orheiului și Corneștiului (?)                                                         | CR     |         |
| Acvila de stepă                         | Aquila rapax Temminck        | centrul și sudul țării ultima oară semnalată în 1963                                           | CR     |         |
| Acvila de munte                         | Aquila chrysaetus L.         | sudul țării ultima oară semnalată în 1965                                                      | CR     |         |
| Acvila pitică                           | Hieraaetus pennatus Gmelin   | Codri, pădurile din lucinile Prutului și Nistrului                                             | CR     |         |
| Familia Pandionidae                     |                              |                                                                                                |        |         |
| Vultur pescar                           | Pandion haliaetus L.         | cursul inferior al Nistrului, pădurea Cuhnești pe malul Prutului                               | CR     |         |
| Familia Falconidae                      |                              |                                                                                                |        |         |
| Vânturel mic                            | Falco naumanni Fleischer     | cursul inferior al Prutului                                                                    | CR     |         |
| Șoim dunărean                           | Falco cherrug Gray           | rar, pe tot teritoriul țării                                                                   | CR     |         |
| Ordinul Gruiformes (Otidiformes)        |                              |                                                                                                |        |         |
| Familia Otididae                        |                              |                                                                                                |        |         |
| Dropie mică                             | Tetrax tetrax L.             | sudul țării (1982)                                                                             | CR     |         |
| Dropie                                  | Otis tarda L.                | stepa Bălțiului, stepa Bugeacului (1962)                                                       | CR     |         |
| Cristel                                 | Crex crex L.                 | în luncile Prutului, Nistrului și râurilor interioare                                          | CR     |         |
| Ordinul Columbiformes                   |                              |                                                                                                |        |         |
| Familia Columbidae                      |                              |                                                                                                |        |         |
| Porumbel de scorbură                    | Columba oenas L.             | Codri, cursul inferior al Prutului și Nistrului                                                | EN     |         |
| Ordinul Strigiformes                    |                              |                                                                                                |        |         |
| Familia Tytonidae                       |                              |                                                                                                |        |         |
| Striga                                  | Tyto alba Scopoli            | parcurile din Chișinău și Tiraspol                                                             | EN     |         |
| Familia Strigidae                       |                              |                                                                                                |        |         |
| Buhă mare                               | Bubo bubo L.                 | Codri, văile Nistrului și Prutului                                                             | CR     |         |
| Ciuf de câmp                            | Asio flammeus Pontoppidan    | luncile Nistrului, Prutului și Răutului                                                        | CR     |         |
| Ordinul Piciformes                      |                              |                                                                                                |        |         |
| Familia Picidae                         |                              |                                                                                                |        |         |
| Ciocănitoarea verde                     | Picus viridis L.             | nordul și centrul țării                                                                        | EN     |         |
| Ciocănitoarea neagră                    | Dryocopus martius L.         | valea Prutului, Codri                                                                          | EN     |         |
| Ordinul Paseriformes                    |                              |                                                                                                |        |         |
| Familia Muscicapidae                    |                              |                                                                                                |        |         |
| Mierla de piatră                        | Monticola saxatilis L.       | cursul superior și de mijloc al Nistrului                                                      | EN     |         |
| Familia Fringillidae                    |                              |                                                                                                |        |         |
| Cănăraș                                 | Serinus serinus L.           | tot teritoriul țării                                                                           | EN     |         |

### Mamifere
| Denumirea în română      | Denumirea în latină               | Semnalare | Statut | Imagine |
| ------------------------ | --------------------------------- | --- | ------ | ------- |
| Ordinul Insectivora      |                                   | |        |         |
| Familia Soricidae        |                                   | |        |         |
| Chițcan cu abdomen alb   | Crocidura leucodon Hermann        | pretutindeni, dar are o densitate mică                                                                       | CR     |         |
| Ordinul Chiroptera       |                                   | |        |         |
| Familia Vespertilionidae |                                   | |        |         |
| Rinofild mare            | Rhinolophus ferrumequinum Schreb  | în apropiere de Nistru, în raioanele Soroca și Grigoriopol                                                   | CR     |         |
| Noptar cu urechi mari    | Myotis bechsteinii Kuhl           | în raioanele Orhei și Strășeni                                                                               | CR     |         |
| Noptar natterer          | Myotis nattereri Kuhl             | în unele peșteri sau mine de extragere a pietrei din raionul Orhei                                           | CR     |         |
| Liliac cârn              | Barbastella barbastellus Schreber | malurile stâncoase al Nistrului din raionul Orhei                                                            | CR     |         |
| Nictal gigantic          | Nyctalus lasiopterus Schreber     | Codrii Centrali                                                                                              | CR     |         |
| Vespertil bicolor        | Vespertilio murinus L.            | Codrii Centrali                                                                                              | CR     |         |
| Ordinul Rodentia         |                                   | |        |         |
| Familia Sciuridae        |                                   | |        |         |
| Popândău comun           | Spermophilus citellus L.          | terasele superioare și versantele Nistrului și Răutului                                                      | VU     |         |
| Ordinul Carnivora        |                                   | |        |         |
| Familia Mustelidae       |                                   | |        |         |
| Jder de pădure           | Martes martes L.                  | Codri, pădurile din lunca Prutului, în Rezervația „Pădurea Domnească”                                        | VU     |         |
| Hermelină                | Mustela erminea L.                | în luncile inundabile din cursurile inferioare ale Nistrului și Prutului, în Codri                           | VU     |         |
| Nurcă europeană          | Mustela lutreola L.               | în cursurile inferioare ale Nistrului și Prutului                                                            | CR     |         |
| Dihor de stepă           | Mustela eversmanni Lesson         | stepa Bălțului și stepa Bugeacului, zonele neîmpădurite din centrul țării                                    | EN     |         |
| Vidră de râu             | Lutra lutra L.                    | în lunca Prutlui și în cursul inferior al Nistrului                                                          | CR     |         |
| Familia Felidae          |                                   | |        |         |
| Pisică sălbatică         | Felis silvestris L.               | Codrii Centrali, pădurile din cursurile mijlociu și inferior al Prutului și din cursul inferior la Nistrului | EN     |         |